# Natalie Grainger
Natalie Grainger (* 8. Juli 1977 in Manchester) ist eine ehemalige englisch-US-amerikanische Squashspielerin.

## Leben
Natalie Grainger wurde in Manchester geboren, wuchs jedoch in Südafrika auf, woher auch ihre Eltern stammen. Im September 1999 entschied sie sich, auf der Profitour für ihr Geburtsland England zu spielen, ehe sie ab November 2002 für die Vereinigten Staaten antrat. Am 13. Februar 2007 erhielt sie die US-amerikanische Staatsbürgerschaft. Sie war für einige Jahre mit dem US-Amerikaner Eddie Pohrer verheiratet und trat in dieser Zeit als Natalie Pohrer auf der Tour an. Seit ihrer Trennung 2003 spielte sie wieder unter ihrem Geburtsnamen Grainger.
Natalie Grainger hatte einen jüngeren Bruder, Keith (* 1980), der 2001 an Krebs verstarb.

## Karriere
Natalie Grainger gewann auf der WSA World Tour zahlreiche Titel, darunter die Kuala Lumpur Open, das Qatar Classic und das Tournament of Champions. In der Saison 2002 erreichte sie das Finale der Weltmeisterschaft, unterlag jedoch Sarah Fitz-Gerald mit 10:8, 9:3, 7:9 und 9:7. Dennoch eroberte sie im Juni 2003 für einen Monat die Spitze der Weltrangliste, als sie Carol Owens ablöste. Diese war es auch, die ab Juli wieder an Grainger vorbeizog. In der Saison 2004 stand Natalie Grainger im Finale der British Open, welches sie gegen Rachael Grinham mit 6:9, 9:5, 9:0 und 9:3 verlor.
Bei den Commonwealth Games 1998 konnte Natalie Grainger für Südafrika zwei Bronzemedaillen gewinnen. Im Doppel erreichte sie mit Claire Nitch das Halbfinale, im Mixed gelang ihr dies mit Rodney Durbach. Als US-Amerikanerin trat sie 2007 bei den Panamerikanischen Spielen in Rio de Janeiro an, wo sie mit der US-amerikanischen Mannschaft Silber gewann. Im Einzelwettbewerb sicherte sie sich die Goldmedaille. 2015 gewann sie weitere Goldmedaillen im Doppel und mit der Mannschaft.
Im Dezember 2010 beendete Natalie Grainger ihre professionelle Karriere, gewann aber noch 2011 und 2013 ihren fünften bzw. sechsten US-amerikanischen Landesmeistertitel. Sie war zudem lange Jahre als Präsidentin der damaligen WISPA aktiv. Sie legte dieses Amt im April 2011 nieder.

## Erfolge
- Vizeweltmeister: 2002
- Vize-Panamerikameister: 2013
- Panamerikameister im Doppel: 2013 (mit Sabrina Sobhy)
- Panamerikameister mit der Mannschaft: 2008, 2013
- 1 Monat Weltranglistenerste
- Gewonnene WSA-Titel: 23
- Commonwealth Games: 2 × Bronze (Doppel und Mixed 1998)
- Panamerikanische Spiele: 3 × Gold (Einzel 2007, Doppel und Mannschaft 2015), 1 × Silber (Mannschaft 2007)
- Südafrikanischer Meister: 1997
- US-amerikanischer Meister: 6 Titel (2007–2011, 2013)